# Never Gonna Give You Up
Never Gonna Give You Up är en poplåt skriven av Mike Stock, Matt Aitken, Pete Waterman, och inspelad med Rick Astley från 1987. Den toppade listorna i 25 länder, bland dem USA och Västtyskland.
Låten har gett upphov till ett internetfenomen kallat rickrolling. Låten förekommer i TV-spelen Singstar 80's och Just Dance 4.

## Listplaceringar
| Lista (1987-1988) | Topplacering |
| ----------------- | ------------ |
| Frankrike         | 6            |
| Nederländerna     | 1            |
| Norge             | 1            |
| Nya Zeeland       | 1            |
| Schweiz           | 2            |
| Sverige           | 1            |
| Österrike         | 4            |

### Fotnoter
1. ↑  ”Biography”. Mike Stock Music. Arkiverad från originalet den 3 oktober 2011. https://web.archive.org/web/20111003132814/http://www.mikestockmusic.com/index.php?page=Biography02&section=sectionBiography. Läst 14 november 2011.
2. ↑  ”Listplacering”. http://lescharts.com/showitem.asp?interpret=Rick+Astley&titel=Never+Gonna+Give+You+Up&cat=s. Läst 19 maj 2011.
3. ↑  ”Listplacering”. http://dutchcharts.nl/showitem.asp?interpret=Rick+Astley&titel=Never+Gonna+Give+You+Up&cat=s. Läst 19 maj 2011.
4. ↑  ”Listplacering”. http://norwegiancharts.com/showitem.asp?interpret=Rick+Astley&titel=Never+Gonna+Give+You+Up&cat=s. Läst 19 maj 2011.
5. ↑  ”Listplacering”. Arkiverad från originalet den 5 december 2013. https://web.archive.org/web/20131205164109/http://charts.org.nz/showitem.asp?interpret=Rick+Astley&titel=Never+Gonna+Give+You+Up&cat=s. Läst 19 maj 2011.
6. ↑  ”Listplacering”. http://hitparade.ch/showitem.asp?interpret=Rick+Astley&titel=Never+Gonna+Give+You+Up&cat=s. Läst 19 maj 2011.
7. ↑  ”Listplacering”. http://hitparad.se/showitem.asp?interpret=Rick+Astley&titel=Never+Gonna+Give+You+Up&cat=s. Läst 19 maj 2011.
8. ↑  ”Listplacering”. http://austriancharts.at/showitem.asp?interpret=Rick+Astley&titel=Never+Gonna+Give+You+Up&cat=s. Läst 19 maj 2011.